# Церковь Святой Елизаветы (Варшава)
Церковь Святой Елизаветы (пол. Kościół Św. Elżbiety) — церковь в архиепархии Варшавы Римско-католической церкви в столице Польши. Храм расположен в квартале Повсин, в дзельнице Вилянув. В церкви хранится чудотворный образ Скорбящей Богоматери XVII века.

## История
Церковь Святой Елизаветы была основана в XIV веке. В 1398 году Эльжбета Чолкова, вдова Анджея Чолки, каштелляна Черского, по совету его сыновей — Выганда, Анджея, Станислава и Клемента построила в Повсине деревянную церковь Святого Андрея Первозванного и Святой Елизаветы, ради упокоения души супруга и душ всех друзей-католиков. Формальный акт основания прихода в Повсине был дан спустя 12 лет после строительства храма. В 1410 году Войцех, епископ Познани отделил от прихода в Вилянуве общины деревень Повсино, Езёрна и Лисы, жители которых жаловались, что живут далеко от церкви в Вилянуве и приписал их к новому храму в Повсине.
Деревянная храм был уничтожен, вероятно, во время оккупации Варшавы протестантами-шведами. Он был восстановлен снова из дерева, но неудачно, и вскоре опять разрушился. В 1725 году при поддержке Эльжбеты Любомирской-Сенявской, тогдашнего владелицы Повсина был построен каменный храм. Проект был разработан архитектором Джузеппе Фонтана в стиле барокко.
В годы 1803—1815 годах настоятелем храма служил Ян Павел Воронич, позднее ставший примасом Польши. В 1889 года, благодаря усилиям графини Александры Потоцкой и пожертвованиям прихожан, церковь была расширена. Добавлены боковые нефы и крыльцо и две башни. В 1921 году храм был снова реконструирован по инициативе настоятеля Теофила Межеевского и по проекту архитектора Юзефа Дзеконьского. Церковь была продлена, ликвидированы две башни XIX века и построена отдельная колокольня.

## Повсинская Скорбящая Богоматерь

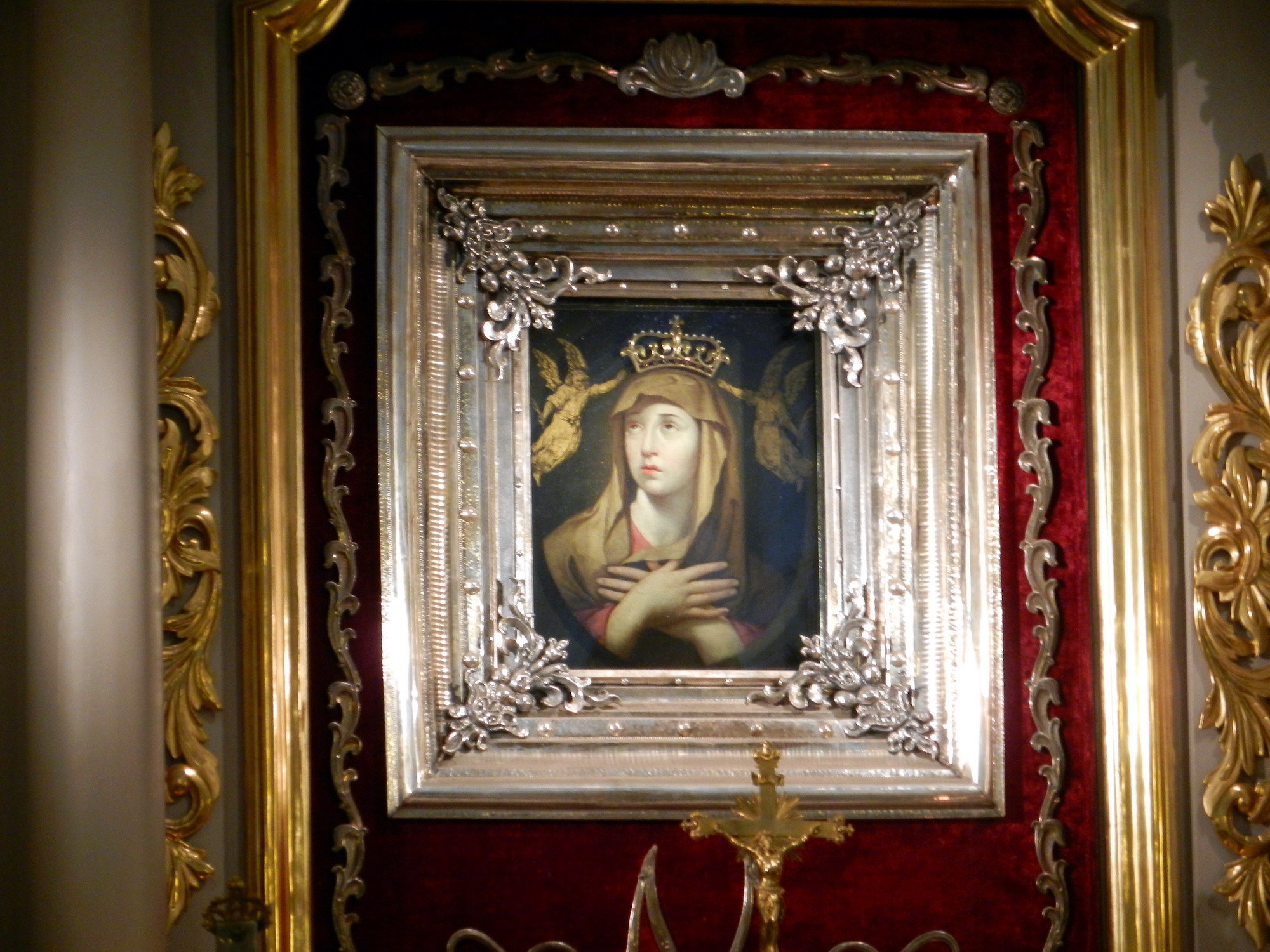
Чудотворный образ Повсинской Скорбящей Богоматери

На главном алтаре находится икона Скорбящей Богоматери, называемая Повсинской, которая почитается католиками чудотворной уже 300 лет. Образ написан масляной краской на холсте в первой половине XVII веке мастером итальянской школы. Имя автора неизвестно. Пресвятая Дева Мария сложила руки у груди в молитвенном жесте. Взгляд устремлён вверх. Первое упоминание об образе относится к 1675 году, когда епископ Станислав Свенцицкий назвал его чудотворным.
Во время Второй мировой войны и Варшавского восстания помолиться к иконе Богоматери приходило много людей. На протяжении длительного времени картина была в серебряном окладе с позолоченной короной, которую держали два ангела. Новый оклад был сделан в 1975 году. 28 июня 1998 года образ был коронован Папой Иоанном Павлом II.